# Тополине (Кошка)
45°34′ пн. ш. 18°22′ сх. д. / 45.56° пн. ш. 18.37° сх. д.
Тополине (хорв. Topoline) — населений пункт у Хорватії, в Осієцько-Баранській жупанії у складі громади Кошка.

## Населення
Населення за даними перепису 2011 року становило 146 осіб.
Динаміка чисельності населення поселення:

## Клімат
Середня річна температура становить 11,06 °C, середня максимальна – 25,37 °C, а середня мінімальна – -6,08 °C. Середня річна кількість опадів – 669 мм.
| Клімат поселення                              | Клімат поселення | Клімат поселення | Клімат поселення | Клімат поселення | Клімат поселення | Клімат поселення | Клімат поселення | Клімат поселення | Клімат поселення | Клімат поселення | Клімат поселення | Клімат поселення | Клімат поселення |
| Показник                                      | Січ.             | Лют.             | Бер.             | Квіт.            | Трав.            | Черв.            | Лип.             | Серп.            | Вер.             | Жовт.            | Лист.            | Груд.            |                  |
| Середній максимум, °C                         | 5,81             | 8,02             | 12,58            | 17,23            | 22,46            | 25,36            | 25,37            | 24,87            | 20,63            | 15,25            | 9,34             | 5,38             |                  |
| Середня температура, °C                       | −0,13            | 2,10             | 6,64             | 11,30            | 16,52            | 19,40            | 21,38            | 20,88            | 16,64            | 11,28            | 5,38             | 1,40             |                  |
| Середній мінімум, °C                          | −6,08            | −3,87            | 0,70             | 5,35             | 10,58            | 13,46            | 17,40            | 16,89            | 12,67            | 7,28             | 1,37             | −2,59            |                  |
| Норма опадів, мм                              | 42               | 38               | 40               | 52               | 62               | 85               | 63               | 61               | 51               | 58               | 65               | 52               |                  |
| Середньомісячна швидкість вітру, м/с          | 2.30             | 2.50             | 2.80             | 2.70             | 2.40             | 2.20             | 2.20             | 2.00             | 2.00             | 2.10             | 2.20             | 2.30             |                  |
| Середньомісячна сонячна радіація, кДж/м²·день | 4238             | 6922             | 10884            | 15382            | 19371            | 21527            | 22241            | 20375            | 14950            | 9319             | 4778             | 3525             |                  |
| --------------------------------------------- | ---------------- | ---------------- | ---------------- | ---------------- | ---------------- | ---------------- | ---------------- | ---------------- | ---------------- | ---------------- | ---------------- | ---------------- | ---------------- |
| Джерело:                                      |                  |                  |                  |                  |                  |                  |                  |                  |                  |                  |                  |                  |                  |